# Panilla
Panilla là một chi bướm đêm thuộc họ Erebidae.

## Loài
- Panilla aroa Bethune-Baker, 1906
- Panilla dispila Walker, 1865
- Panilla spilotis Meyrick, 1902